# Лынтупка
Лынтупка (бел. Лынтупка) — река в Поставском районе Витебской области и Мядельском районе Минской области Белоруссии, правый приток реки Страча. Длина 23 км, водосбор 57 км², средний наклон водной поверхности 2,4 ‰
Исток реки находится у деревень Рынкняны и Каптаруны в километре от границы с Литвой и в 8 км к северу от посёлка Лынтупы. Исток расположен на склонах Свенцянской возвышенности и на водоразделе Немана и Западной Двины, рядом берёт начало река Свила, приток Бирветы. Генеральное направление течения Лынтупки — юг. Верхнее и среднее течение находится в Витебской области, незадолго до устья река перетекает в Минскую.
Крупнейший населённый пункт на реке — посёлок Лынтупы. В его черте в парке на реке созданы четыре пруда, связанные каналами. Помимо него река протекает деревни Велички, Шудовцы, Игнатишки, Трабутишки. Крупнейший приток — Олксна (левый).
Впадает в Страчу в километре к западу от озера Болдук.